# Pok
Pók je posledica sunkovitega kratkotrajnega mehanskega nihanja z veliko amplitudo. Pri poku tako kot pri vseh valovanjih nastopajo uklon, lom, absorpcija, interferenca in odboj.